# Мери Стјуарт
Мери Стјуарт или Марија Стјуарт, односно Мери I од Шкотске (енгл. Mary I of Scotland; децембра 1542 — 8. фебруар 1587) је била шкотска краљица од 14. децембра 1542. до 24. јула 1567. године и жена француског краља Франсоа II, а самим тим и краљица Француске од јула 1559. до децембра 1560. године.
Мери је била једина преживела и законита наследница Џејмса V краља Шкотске. Када је имала само 6 дана њен отац је умро и она је наследила трон, а девет месеци касније је и крунисана. Већи део свог детињства је провела у Француској док су Шкотском владали различити регенти. Године 1558. удала се за принца Франсоу који ће годину дана касније постати краљ Француске као Франсоа II. Међутим, Франсоа II је био слабог здравља те је тако након више од годину дана владавине преминуо, а Мери је постала удовица. Након тога Мери се вратила у Шкотску и преузела управљање државом 1561. године. Четири године касније удала се за свог рођака Хенрија Стјуарта 1565. Њихов брак се окончао несрећно. Фебруара 1567. краљичина резиденција је била уништена у једној експлозији, а Хенри је након тога нађен мртав у башти.
Џејмс Хепберн, гроф од Ботвела, био је главни осумњичени за Хенријеву смрт, међутим, ослобођен је оптужби априла 1567. године. Месец дана пошто је ослобођен оптужби, оженио се Маријом што је изазвало негодовање народа. То је резултовало збацивањем Марије и њено затварање у дворац Лохлевен. Марија је 24. јула 1567. године била принуђена да абдицира у корист свог једногодишњег сина, којег је добила са Хенријем, Џејмса. Пошто је безуспешно покушала да поново преузме власт, побегла је у Енглеску код своје рођаке краљице Елизабете I.

## Рано детињство
Марија Стјуарт је рођена у палати Линлитгоу 7. или 8. децембра 1542. године. Родитељи су јој били краљ Џејмс  и његова краљица, Марија од Гиза, која је водила порекло од моћне француске војводске породице. Умирући краљ је био дубоко разочаран кад су му донели вест о рођењу женског детета, а не мушког наследника. Веровао је да је то пропаст Стјуарта и крај њихове владавине над Шкотском.
Популарна прича, коју је први забележио Џон Нокс, каже да је Џејмс, када је на самрти чуо да му је жена родила ћерку, са жаљењем узвикнуо: „Кренуо је са девојком и дружиће се са девојком!“ Његова кућа Стјуарта стекла је трон Шкотске у 14. веку удајом Марџори Брус, ћерке Роберта Бруса, за Волтера Стјуарта, 6. Високог управника Шкотске. Круна је дошла у његову породицу преко жене, и биће изгубљена од његове породице преко жене. Ова легендарна изјава се остварила много касније – не преко Марије, већ преко њене пра-праунуке Ане, краљице Велике Британије.
Шестодневна беба постала је владарка Шкотске након очеве смрти у тридесетој години живота. Одлучено је да ће Маријина мајка владати као регент у њено име. У јулу 1543. године договорено је да ће се Марија, кад одрасте, удати за принца Едварда, дуго очекиваног сина енглеског краља Хенрија  и његове треће супруге, Џејн Симор. Маријина мајка се снажно противила овом браку. Два месеца се сакривала у замку Стирлинг, где су се вршиле припреме за Маријину крунидбу.
Деветомесечна Марија је крунисана као краљица Шкота у замку Стирлинг, 9. септембра 1543. године.
Договор да се Марија уда за Едварда распуштен је недуго након њене крунидбе. Шкоти нису подржавали заруке, посебно због сумњивих Хенријевих захтева за старатељство над Маријом. Хенри је такође тражио од Шкота да прекину традиционалну алијансу са Француском, с којом Енглеска никада није била у добрим односима. Бојећи се побуне народа, Парламент је прекинуо заруке крајем 1543. године. Хенри VIII је затим годинама силом покушавао да отме Марију, започињући сукобе са Шкотском у којима је изгубљено много живота и новца. Марија од Гизе је сакривала кћер у тајним одајама замка Стирлинг док је енглеска војска покушавала да заузме Единбург. Сукоби су трајали до јуна 1551. године, када Шкотској у помоћ стигла Француска.

## Одрастање у Француској
Како би се одужили Француској за ову помоћ, Шкоти су се сложили да се Марија заручи за дофена Франсоу, сина француског краља Анрија II. Сада заручена, Марија је 1548. године, као петогодишња девојчица, послата на француски двор заједно са властитом групом дворјана, где је требало да проведе тринаест година под старатељством краља. Анри II јој је пружио животне услове попут његових кћерки, и захтевао је да је третирају као суверена. Она је уживала велику популарност међу члановима утицајне мајчине породице.
Пошто је склопљен брачни уговор, петогодишња Мери је послата у Француску да проведе наредних тринаест година на француском двору. Француска флота коју је послао Хенри II, којом је командовао Николас де Вилегањон, испловила је са Мери из Дамбартона 7. августа 1548. и стигла недељу дана или више касније у Роскоф или Сен-Пол-де-Леон у Бретањи. Мери је била у пратњи сопствених дворјана, укључујући два ванбрачна полубрата, и „четири Мери“ (четири девојчице њених година, све по имену Мери), које су биле ћерке неких од најплеменитијих породица у Шкотској: Беатон, Сетон, Флеминг и Ливингстон. Џенет, леди Флеминг, која је била мајка Мери Флеминг и полусестра Џејмса V, постављена је за гувернанту. Када је леди Флеминг напустила Француску 1551. године, наследила ју је француска гувернанта Франсоаз де Пароа.
Живахна, лепа и паметна (према савременим извештајима), Мери је имала обећавајуће детињство. На француском двору била је омиљена код свих, осим код супруге Хенрија II, Катарине Медичи. Мери је научила да свира лауту и девичанке, била је  вешта у писању прозе, поезији, јахању, соколству и шивању, и учила је француски, италијански, латински, шпански и грчки, поред свог матерњег шкотског . Јехан Поли, баладин, научио ју је да игра. Њена будућа снаја, Елизабета од Валоа, постала је блиска пријатељица на коју је Мери „задржала носталгична сећања у каснијем животу“. Мерина бака по мајци, Антоанета де Бурбон, била је још један велики утицај на њено детињство и деловала је као један од њених главних саветника.
На портретима Марије се види да је имала малу главу овалног облика, дуг, грациозан врат, светло кестењасту косу, смеђе смеђе очи, испод тешко спуштених капака и фино закривљене обрве, глатку бледу кожу, високо чело и правилне, чврсте карактеристике. Сматрана је лепим дететом, а касније, као женом, запањујуће привлачном. У неком тренутку у детињству или детињству, добила је мале богиње, али то није оставило траг на њеним цртама лица.
Мери је била елоквентна. Такође је била висока по стандардима из 16. века (180 cm); док је син и наследник Хенрија II, Франсис, муцао и био необично низак. Хенри је прокоментарисао: „Од првог дана када су се упознали, мој син и она су се добро слагали као да се познају дуго времена“. Дана 4. априла 1558, Мери је потписала тајни споразум којим је Шкотској и њено право на Енглеску завештала француску круну ако умре без потомства. Двадесет дана касније, удала се за дофена у Нотр Даму, а он је постао супруга краља Шкотске.
Анри II је умро 10. јула 1559. године, па је Марија са седамнаест година постала француска краљица као супруга новог краља, Франсое II.

### Право на енглески трон
Године 1558. умрла је Мери  Тјудор. Анри II је охрабривао своју снају да преузме енглески краљевски грб и прогласи се краљицом, пошто је и он, као и већина католичког света, Елизабету сматрао незаконитом краљицом на основу њене илегитимности. Њихове наде су пале у воду, будући да је већинско протестантско становништво Елизабету признало за законитог монарха. Елизабета, међутим, није имала деце, па је Марија постала њена претпостављена наследница по примогенитури, као најстарија унука у мушкој линији Елизабетине тетке Маргарете:
Хенри  Тјудор → Маргарита Тјудор → Џејмс  од Шкотске → Мери I од Шкотске
Иако католицима није забрањено право на трон све до 1701. године, Хенри VIII је у својој опоруци изричито забранио Стјуартима наслеђивање енглеске круне. Према његовој опоруци, са којом се тада сложио и парламент, трон би, уколико ниједно од његове деце не остави потомка, требало да наследе деца његове млађе сестре Мери. Французи су били преокупирани унутрашњим проблемима са домаћим протестантима да би помогли Мери у инвазији на Енглеску.
Марија титулу француске краљице није држала дуго; Франсоа II је умро 5. децембра 1560. године, остављајући трон своме брату, Шарлу IX, а Маријина свекрва, Катарина Медичи, је постала Шарлов регент. Дана 6. јула, након смрти Маријине мајке, Француска је Споразумом из Единбурга признала Елизабету I за закониту владарку Енглеске. Седамнаестогодишња Марија, још увек у Француској, је то и даље одбијала.
У Шкотској је моћ протестантских лордова конгрегације расла на рачун Мерине мајке, која је задржала ефективну контролу само уз помоћ француских трупа. Почетком 1560. године протестантски лордови су позвали енглеске трупе у Шкотску у покушају да обезбеде протестантизам. Хугенотски устанак у Француској, Амбоашки метеж, онемогућио је Французима да пошаљу даљу подршку. Уместо тога, браћа Гиз су послала амбасадоре да преговарају о нагодби. Једанаестог јуна 1560. умрла је њихова сестра, Маријина мајка, па је питање будућих француско-шкотских односа било горуће. Према условима Единбуршког уговора, који су Маријини представници потписали 6. јула 1560, Француска и Енглеска су се обавезале да ће повући трупе из Шкотске. Француска је признала Елизабетино право да влада Енглеском, али седамнаестогодишња Мери, која је још увек била у Француској и туговала за својом мајком, одбила је да ратификује уговор.

## Повратак у Шкотску
Краљ Фрацис II умро је 5. децембра 1560. од инфекције средњег уха која је довела до апсцеса у његовом мозгу. Марија је била утучена. Њена свекрва, Катарина Медичи, постала је регент за десетогодишњег брата покојног краља Шарлa IX Валоа, који је наследио француски престо. Мери се вратила у Шкотску девет месеци касније, стигавши у Лејт 19. августа 1561. Пошто је живела у Француској од своје пете године, Мери је имала мало директног искуства о опасној и сложеној политичкој ситуацији у Шкотској.
Као побожну католкињу, многи њени поданици, као и енглеска краљица, гледали су је са сумњом. Шкотска је била растрзана између католичких и протестантских фракција. Маријин ванбрачни полубрат, гроф од Мораја, био је вођа протестаната. Протестантски реформатор Џон Нокс је проповедао против Мери, осуђујући је зато што је слушала мису, плесала и облачила се превише слободно. Позвала га је у своје присуство да му приговори, али није успела. Касније га је оптужила за издају, али је ослобођен и пуштен.
На изненађење и ужас католичке стране, Мери је толерисала новоуспостављену протестантску власт и задржала свог полубрата Мораја као свог главног саветника. Њен тајни савет од 16 људи, именован 6. септембра 1561, задржао је оне који су већ били на државним функцијама. Већом су доминирале протестантске вође из реформационе кризе 1559–1560: грофови од Аргила, Гленкерна и Мораја. Само четири саветника су били католици: грофови од Атхола, Ерол, Монтроуз и Хантли, који је био лорд канцелар.
Историчарка Џени Вормалд сматрала је ово изванредним и сугерисала је да је Маријин неуспех да именује савет који је наклоњен католичким и француским интересима био показатељ њене усредсређености на енглески трон, због унутрашњих проблема Шкотске. Чак и један значајан каснији додатак савету, лорд Рутвен у децембру 1563, био је још један протестант кога Мери лично није волела. Тиме је признавала недостатак ефективне војне моћи пред протестантским лордовима, док је такође следила политику која је ојачала њене везе са Енглеском. Удружила се са Морајем у уништењу водећег шкотског католичког магната, лорда Хантлија, 1562. године, након што је он повео побуну против ње у шкотским брдима.
Мери је послала Вилијама Мејтланда из Летингтона као амбасадора на енглески суд да представи Мери као претпостављеног наследника енглеског престола. Елизабета је одбила да именује потенцијалног наследника, плашећи се да би то изазвало заверу да је замене са именованим наследником. Међутим, уверила је Мејтланда да не познаје бољег кандидата за престо од Мери. Крајем 1561. и почетком 1562. године, договорено је да се две краљице састану у Енглеској у Јорку или Нотингему у августу или септембру 1562. У јулу је Елизабет послала сер Хенрија Сиднеја да откаже Мерину посету због грађанског рата у Француској.
Мери се тада фоксурирала на проналажење новог мужа из краљевске породице Европе. Када је њен ујак, кардинал од Лорене, започео преговоре са надвојводом Карлом од Аустрије без њеног пристанка, она се љутито успротивила и преговори су пропали. Њен покушај да преговара о браку са Дон Карлосом, ментално нестабилним наследником шпанског краља Филипа II, Филип је одбио. Елизабет је покушала да неутралише Мери предложивши јој да се уда за енглеског протестанта Роберта Дадлија, 1. грофа од Лестера. Дадли је био зет сер Хенрија Сиднеја и миљеник енглеске краљице, коме је Елизабет веровала и мислила да може да контролише. Послала је амбасадора, Томаса Рендолфа, да каже Мери да ће Елизабета, ако се уда за енглеског племића, „прећи на инквизицију њеног права и титуле да буде наша следећа рођака и наследница“. Предлог није био ништаван, не само зато што намеравани младожења није био вољан.
Насупрот томе, француски песник на Маријином двору, Пјер де Боскосел де Шастелар, очигледно је био опседнут Мери. Почетком 1563. откривен је током безбедносне претраге сакривен испод њеног кревета, очигледно планирајући да је изненади када буде сама и да јој изјави своју љубав. Мери је била ужаснута и протерала га је из Шкотске. Игнорисао је указ. Два дана касније, силом је ушао у њену собу док се спремала да се скине. Реаговала је са бесом и страхом. Када је Мораи утрчала у собу након што је чула њене вапаје за помоћ, повикала је: "Забиј свој бодеж у зликовца!" Мораи је то одбио. Шастелар је суђен за издају и обезглављен. Мејтланд је тврдио да је Шастеларова страст била лажна и да је била део завере Хугенота да дискредитује Мери нарушавањем њене репутације.

## Живот у Енглеској и смрт
Откако је дошла у Енглеску, Мери је представљала претњу Елизабети. Велик број католика у Енглеској је сматрао да Мери има право на енглески престо на коме се у том тренутку налазио протестант (Елизабета). То је био разлог због којег је Елизабета затварала Мери по различитим замковима централне Енглеске више од осамнаест година. Године 1586. Мери је ухапшена под сумњом да је учествовала у Бабингтоновој завери. Суд ју је прогласио кривом и осудио је на смрт, одсецањем главе. Погубљење је извршено фебруара 1587. године, а остало је забележено да је Мери умрла мученички јер је џелат морао два пута да је удари секиром како би јој одвојио главу од тела.
Често се меша са енглеском краљицом Мери I Тјудор (Крвавом Мери), другом женом Филипа II од Шпаније, која је живела у првој половини 16. века.

## Породично стабло
|  |                                                    |  |  |  |  |  |  |  |  |  |  |  |  |  |  |  |
|  | 16. Џејмс II од Шкотске                            |  |  |  |  |  |  |  |  |  |  |  |  |  |  |  |
|  |                                                    |  |  |  |  |  |  |  |  |  |  |  |  |  |  |  |
|  |                                                    |  |  |  |  |  |  |  |  |  |  |  |  |  |  |  |
|  | 8. Џејмс III од Шкотске                            |  |  |  |  |  |  |  |  |  |  |  |  |  |  |  |
|  |                                                    |  |  |  |  |  |  |  |  |  |  |  |  |  |  |  |
|  |                                                    |  |  |  |  |  |  |  |  |  |  |  |  |  |  |  |
|  | 17. Марија Гелдерландска                           |  |  |  |  |  |  |  |  |  |  |  |  |  |  |  |
|  |                                                    |  |  |  |  |  |  |  |  |  |  |  |  |  |  |  |
|  |                                                    |  |  |  |  |  |  |  |  |  |  |  |  |  |  |  |
|  | 4. Џејмс IV од Шкотске                             |  |  |  |  |  |  |  |  |  |  |  |  |  |  |  |
|  |                                                    |  |  |  |  |  |  |  |  |  |  |  |  |  |  |  |
|  |                                                    |  |  |  |  |  |  |  |  |  |  |  |  |  |  |  |
|  | 18. Кристијан I Дански                             |  |  |  |  |  |  |  |  |  |  |  |  |  |  |  |
|  |                                                    |  |  |  |  |  |  |  |  |  |  |  |  |  |  |  |
|  |                                                    |  |  |  |  |  |  |  |  |  |  |  |  |  |  |  |
|  | 9. Маргарета од Данске, краљица Шкотске            |  |  |  |  |  |  |  |  |  |  |  |  |  |  |  |
|  |                                                    |  |  |  |  |  |  |  |  |  |  |  |  |  |  |  |
|  |                                                    |  |  |  |  |  |  |  |  |  |  |  |  |  |  |  |
|  | 19. Доротеја од Бранденбурга                       |  |  |  |  |  |  |  |  |  |  |  |  |  |  |  |
|  |                                                    |  |  |  |  |  |  |  |  |  |  |  |  |  |  |  |
|  |                                                    |  |  |  |  |  |  |  |  |  |  |  |  |  |  |  |
|  | 2. Џејмс V од Шкотске                              |  |  |  |  |  |  |  |  |  |  |  |  |  |  |  |
|  |                                                    |  |  |  |  |  |  |  |  |  |  |  |  |  |  |  |
|  |                                                    |  |  |  |  |  |  |  |  |  |  |  |  |  |  |  |
|  | 20. Едмунд Тјудор                                  |  |  |  |  |  |  |  |  |  |  |  |  |  |  |  |
|  |                                                    |  |  |  |  |  |  |  |  |  |  |  |  |  |  |  |
|  |                                                    |  |  |  |  |  |  |  |  |  |  |  |  |  |  |  |
|  | 10. Хенри VII Тјудор                               |  |  |  |  |  |  |  |  |  |  |  |  |  |  |  |
|  |                                                    |  |  |  |  |  |  |  |  |  |  |  |  |  |  |  |
|  |                                                    |  |  |  |  |  |  |  |  |  |  |  |  |  |  |  |
|  | 21. Маргарет Бофорт, грофица од Ричмонда и Дарбија |  |  |  |  |  |  |  |  |  |  |  |  |  |  |  |
|  |                                                    |  |  |  |  |  |  |  |  |  |  |  |  |  |  |  |
|  |                                                    |  |  |  |  |  |  |  |  |  |  |  |  |  |  |  |
|  | 5. Маргарита Тјудор                                |  |  |  |  |  |  |  |  |  |  |  |  |  |  |  |
|  |                                                    |  |  |  |  |  |  |  |  |  |  |  |  |  |  |  |
|  |                                                    |  |  |  |  |  |  |  |  |  |  |  |  |  |  |  |
|  | 22. Едвард IV Јорк                                 |  |  |  |  |  |  |  |  |  |  |  |  |  |  |  |
|  |                                                    |  |  |  |  |  |  |  |  |  |  |  |  |  |  |  |
|  |                                                    |  |  |  |  |  |  |  |  |  |  |  |  |  |  |  |
|  | 11. Елизабета од Јорка                             |  |  |  |  |  |  |  |  |  |  |  |  |  |  |  |
|  |                                                    |  |  |  |  |  |  |  |  |  |  |  |  |  |  |  |
|  |                                                    |  |  |  |  |  |  |  |  |  |  |  |  |  |  |  |
|  | 23. Елизабета Вудвил                               |  |  |  |  |  |  |  |  |  |  |  |  |  |  |  |
|  |                                                    |  |  |  |  |  |  |  |  |  |  |  |  |  |  |  |
|  |                                                    |  |  |  |  |  |  |  |  |  |  |  |  |  |  |  |
|  | 1. Мери Стјуарт                                    |  |  |  |  |  |  |  |  |  |  |  |  |  |  |  |
|  |                                                    |  |  |  |  |  |  |  |  |  |  |  |  |  |  |  |
|  |                                                    |  |  |  |  |  |  |  |  |  |  |  |  |  |  |  |
|  | 24. Frederick II, Count of Vaudémont               |  |  |  |  |  |  |  |  |  |  |  |  |  |  |  |
|  |                                                    |  |  |  |  |  |  |  |  |  |  |  |  |  |  |  |
|  |                                                    |  |  |  |  |  |  |  |  |  |  |  |  |  |  |  |
|  | 12. René II, Duke of Lorraine                      |  |  |  |  |  |  |  |  |  |  |  |  |  |  |  |
|  |                                                    |  |  |  |  |  |  |  |  |  |  |  |  |  |  |  |
|  |                                                    |  |  |  |  |  |  |  |  |  |  |  |  |  |  |  |
|  | 25. Yolande of Anjou                               |  |  |  |  |  |  |  |  |  |  |  |  |  |  |  |
|  |                                                    |  |  |  |  |  |  |  |  |  |  |  |  |  |  |  |
|  |                                                    |  |  |  |  |  |  |  |  |  |  |  |  |  |  |  |
|  | 6. Клод од Гиза                                    |  |  |  |  |  |  |  |  |  |  |  |  |  |  |  |
|  |                                                    |  |  |  |  |  |  |  |  |  |  |  |  |  |  |  |
|  |                                                    |  |  |  |  |  |  |  |  |  |  |  |  |  |  |  |
|  | 26. Адолф, војвода од Гелдерса                     |  |  |  |  |  |  |  |  |  |  |  |  |  |  |  |
|  |                                                    |  |  |  |  |  |  |  |  |  |  |  |  |  |  |  |
|  |                                                    |  |  |  |  |  |  |  |  |  |  |  |  |  |  |  |
|  | 13. Филипа Гелдерландска                           |  |  |  |  |  |  |  |  |  |  |  |  |  |  |  |
|  |                                                    |  |  |  |  |  |  |  |  |  |  |  |  |  |  |  |
|  |                                                    |  |  |  |  |  |  |  |  |  |  |  |  |  |  |  |
|  | 27. Catharine of Bourbon                           |  |  |  |  |  |  |  |  |  |  |  |  |  |  |  |
|  |                                                    |  |  |  |  |  |  |  |  |  |  |  |  |  |  |  |
|  |                                                    |  |  |  |  |  |  |  |  |  |  |  |  |  |  |  |
|  | 3. Марија од Гиза                                  |  |  |  |  |  |  |  |  |  |  |  |  |  |  |  |
|  |                                                    |  |  |  |  |  |  |  |  |  |  |  |  |  |  |  |
|  |                                                    |  |  |  |  |  |  |  |  |  |  |  |  |  |  |  |
|  | 28. John II, Count of Vendôme                      |  |  |  |  |  |  |  |  |  |  |  |  |  |  |  |
|  |                                                    |  |  |  |  |  |  |  |  |  |  |  |  |  |  |  |
|  |                                                    |  |  |  |  |  |  |  |  |  |  |  |  |  |  |  |
|  | 14. Франсоа, гроф Вендома                          |  |  |  |  |  |  |  |  |  |  |  |  |  |  |  |
|  |                                                    |  |  |  |  |  |  |  |  |  |  |  |  |  |  |  |
|  |                                                    |  |  |  |  |  |  |  |  |  |  |  |  |  |  |  |
|  | 29. Isabelle de Beauveau                           |  |  |  |  |  |  |  |  |  |  |  |  |  |  |  |
|  |                                                    |  |  |  |  |  |  |  |  |  |  |  |  |  |  |  |
|  |                                                    |  |  |  |  |  |  |  |  |  |  |  |  |  |  |  |
|  | 7. Антоанета Бурбонска                             |  |  |  |  |  |  |  |  |  |  |  |  |  |  |  |
|  |                                                    |  |  |  |  |  |  |  |  |  |  |  |  |  |  |  |
|  |                                                    |  |  |  |  |  |  |  |  |  |  |  |  |  |  |  |
|  | 30. Peter II, Count of Saint-Pol                   |  |  |  |  |  |  |  |  |  |  |  |  |  |  |  |
|  |                                                    |  |  |  |  |  |  |  |  |  |  |  |  |  |  |  |
|  |                                                    |  |  |  |  |  |  |  |  |  |  |  |  |  |  |  |
|  | 15. Marie de Luxembourg                            |  |  |  |  |  |  |  |  |  |  |  |  |  |  |  |
|  |                                                    |  |  |  |  |  |  |  |  |  |  |  |  |  |  |  |
|  |                                                    |  |  |  |  |  |  |  |  |  |  |  |  |  |  |  |
|  | 31. Маргарита Савојска                             |  |  |  |  |  |  |  |  |  |  |  |  |  |  |  |
|  |                                                    |  |  |  |  |  |  |  |  |  |  |  |  |  |  |  |
|  |                                                    |  |  |  |  |  |  |  |  |  |  |  |  |  |  |  |

## Напомена
1. ↑  Bishop John Lesley said Mary was born on the 7th, but Mary and John Knox claimed the 8th, which was the feast day of the Immaculate Conception of the Virgin Mary[1][2]